# Argiope taprobanica
Argiope taprobanica är en spindelart som beskrevs av Tord Tamerlan Teodor Thorell 1887. Argiope taprobanica ingår i släktet Argiope och familjen hjulspindlar.
Artens utbredningsområde är Sri Lanka. Inga underarter finns listade i Catalogue of Life.